# 清水克衛
清水 克衛（しみず かつよし、1961年8月17日 - ）は、日本の実業家。東京都出身。書店「読書のすすめ」店長、NPO法人「読書普及協会」初代理事長。
「本のソムリエ」と呼ばれる。

## 略歴
1961年、東京都生まれ。大学卒業後にコンビニエンスストアの店長を10年間務め、1994年に書店「読書のすすめ」を東京都江戸川区篠崎に開業。2003年に読書普及協会を設立し理事長に就任、2013年より顧問。
書店の常連客であった斎藤一人に師事し、大量の自己啓発書を執筆する。

## 著書
- 『斎藤一人のツキを呼ぶ言葉 - 日本一の大金持ち!』（小俣貫太監修、東洋経済新報社、2002年→三笠書房、2004年）
- 『人間にはものすごい力があるんだ!!』（オフィス358、2004年）
- 『強運道 - 御縁と人徳の法則』（総合法令出版、2004年）
- 『まず、人を喜ばせてみよう - ツイてることは、そこから始まる! 』（ゴマブックス、2005年）
- 『まず、自分の力で歩いてみなよ! - 道は必ず開けるのさ! 』（ゴマブックス、2005年）
- 『渡したい本がある君のために。 - 成功と幸せが集まってくる「読書のすすめ」』（ゴマブックス、2006年）
- 『「ブッダを読む人」は、なぜ繁盛してしまうのか。 - オーラが良くなる読書術』（現代書林、2008年）
- 『繁盛したければ、一等地を借りるな! - 売れる店には、理由がある』（学習研究社、2008年）
- 『はきものをそろえる - 世界一かんたんな成功法則』（総合法令出版、2008年）
- 『駆け込み本屋 - 繁盛書店に学ぶ「義理と人情」の問題解決』（サンガ (出版社)、2009年）
- 『商売はノウハウよりも「人情力」 - 石田梅岩に学ぶ"ちょっとおせっかい"な働き方』（現代書林、2010年）
- 『しあわせ読書のすすめ - 本のソムリエが教える悩んだときに読んでほしい53冊』（辰巳出版、2010年）
- 『一瞬で忘れられない人になる話し方30のコツ - 清水克衛流』（学研パブリッシング、2010年）
- 『5%の人 - 時代を変えていく、とっておきの人間力』（サンマーク出版、2010年）
- 『中高時代に読む本50 - 強く、やさしく、かっこいい言葉に出会おう』（PHP研究所、2011年）
- 『非常識な読書のすすめ - 人生がガラッと変わる「本の読み方」30』（現代書林、2012年）
- 『他助論 = TAJYO-RON - これからの時代を切り拓く、もっとも古くて新しい教え』（サンマーク出版、2012年）

### 編著
- 『プロは逆境でこそ笑う - 成功への糸口が見つかる思考法 - 本調子2』（総合法令出版、2009年）

### 共著
- 『本調子 - 強運の持ち主になる読書道』（読書普及協会編、総合法令出版、2004年）
- 『夢をかなえる成功トレーニング - サッカー本調子』（読書普及協会編、総合法令出版、2005年）
- 『夢があなたに近づいてくる! - 奇跡を起こす8人のメッセージ』（ゴマブックス編集部編、ゴマブックス、2005年）
- 『幸せオンエア』（ゴマブックス編集部編、ゴマブックス、2005年）
- 『孤独を貫け』（イースト・プレス、2016年）

### 監修
- 『夢をかなえるしあわせクロスワードパズル - ワクワクしながら解いてたら、ツイてる人になっていた!』（角田美里著、ゴマブックス、2005年）
- 『本屋さんがくれた奇跡』（読書普及協会編、イースト・プレス、2009年）
- 『図解斎藤一人さんに教わった「強運をよぶ本屋さん」の成功法則実践ノート』（池田光著、イースト・プレス、2005年）
→『図解「読書のすすめ」店長が語った「強運をよぶ本屋さん」の成功法則実践ノート』（池田光著、イースト・プレス、2010年）